# Lądek Stójków
Lądek Stójków – przystanek kolejowy w Stójkowie w województwie dolnośląskim, w powiecie kłodzkim.

## Lokalizacja
Jest to przedostatni przystanek kolejowy linii nr 322 z Kłodzka do Stronia Śląskiego. Znajduje się w północnej części wsi, na granicy z Lądkiem-Zdrojem, na lewym brzegu Białej Lądeckiej, na niezelektryfikowanej trasie o znaczeniu lokalnym.
W oczekiwaniu na przejęcie a następnie rewitalizację linii Kłodzko – Stronie Śląskie Koleje Dolnośląskie uruchomiły we wrześniu 2022 zastępcze połączenie autobusowe na linii Kłodzko – Stronie Śląskie, wpisane do rozkładu jazdy pociągów. W 2022 roku wymiana pasażerska na stacji wyniosła 0-9 osób. 

## Przystanek kolejowy
Przez przystanek Lądek Stójków przechodzi tylko jeden tor kolejowy. Budynek przystanku został postawiony ok. 1910 r. Posiada budowę drewniano-szachulcową. Przylega do niego drewniana wiata peronowa. Obecnie jest on zamieszkany.

## Historia
Pod koniec XIX w. przystąpiono do budowy tzw. Kolei Doliny Białej Lądeckiej. Związane to było ze zwiększającym się ruchem turystycznym, głównie do Lądka-Zdroju, w którym znajdowało się popularne uzdrowisko oraz Stronia Śląskiego, które było w tym czasie główną bazą wypadową na Masyw Śnieżnika. Ponadto w Stroniu rozwijał się przemysł szklarski. Przystanek otwarto 14 listopada 1897 r.
Wiosną 1928 r. w okolicach przystanku odbywały się pierwsze loty szybowcowe na ziemi kłodzkiej.
Po II wojnie światowej i przejęciu ziemi kłodzkiej przez Polskę nazwę stacji przemianowano na Wojcieszyce, a po włączeniu części wsi do Lądka Zdroju na Lądek-Stójków. Pociągi pasażerskie nie kursują przez stację Lądek-Stójków od 15 marca 2004 r. Zostały zastąpione przez Kolejową Komunikację Autobusową.